# Gare du Luc-et-Le Cannet
Gare du Luc-et-Le Cannet – stacja kolejowa w Le Cannet-des-Maures, w departamencie Var, w regionie Prowansja-Alpy-Lazurowe Wybrzeże, we Francji.
Jest stacją Société nationale des chemins de fer français (SNCF), obsługiwaną przez pociągi TER Provence-Alpes-Côte d’Azur.